# Carlos del Río
Carlos del Río war ein chilenischer Fußballspieler. Der Mittelfeldspieler absolvierte zwei Länderspiele für die chilenische Fußballnationalmannschaft. 

## Verein
Auf Vereinsebene spielte Carlos del Río mindestens im Jahr 1919 beim Liceo de Concepción.

## Nationalmannschaft
Carlos del Río debütierte für Chile beim Campeonato Sudamericano 1919. Dort spielte del Rio bei den Niederlagen gegen Uruguay und Argentinien. Chile wurde punktlos Turnierletzter. Es blieben die einzigen beiden Länderspiele für den Mittelfeldspieler.